# Francesco Zola

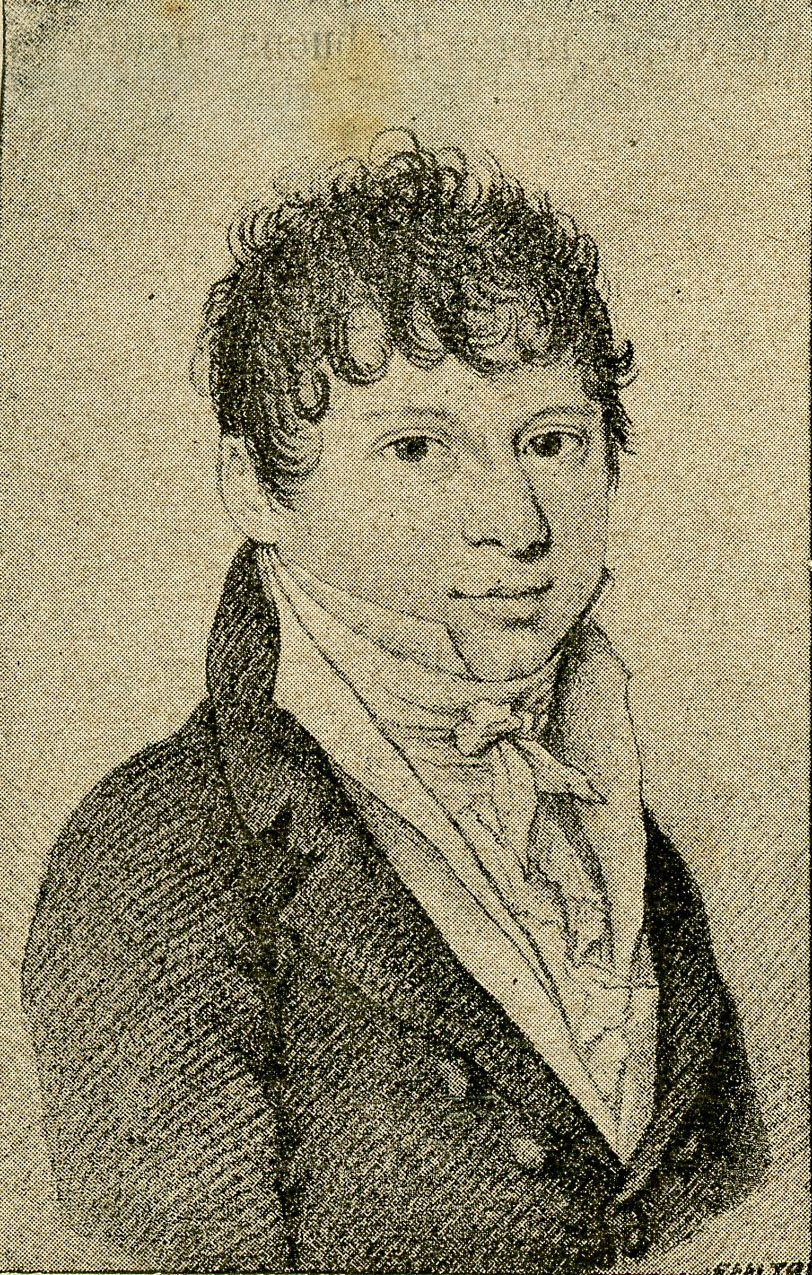
Francesco Zola, vader van Émile Zola

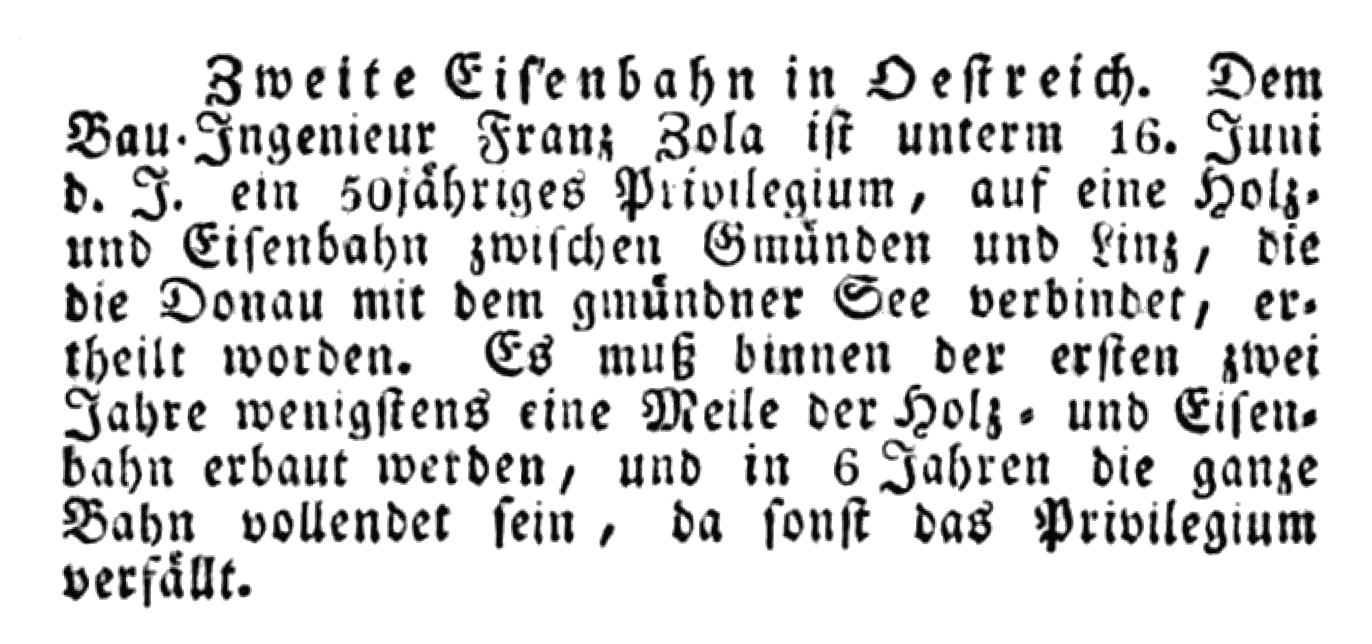
Oostenrijkse aankondiging van Zola's spoorwegbouw (1829)

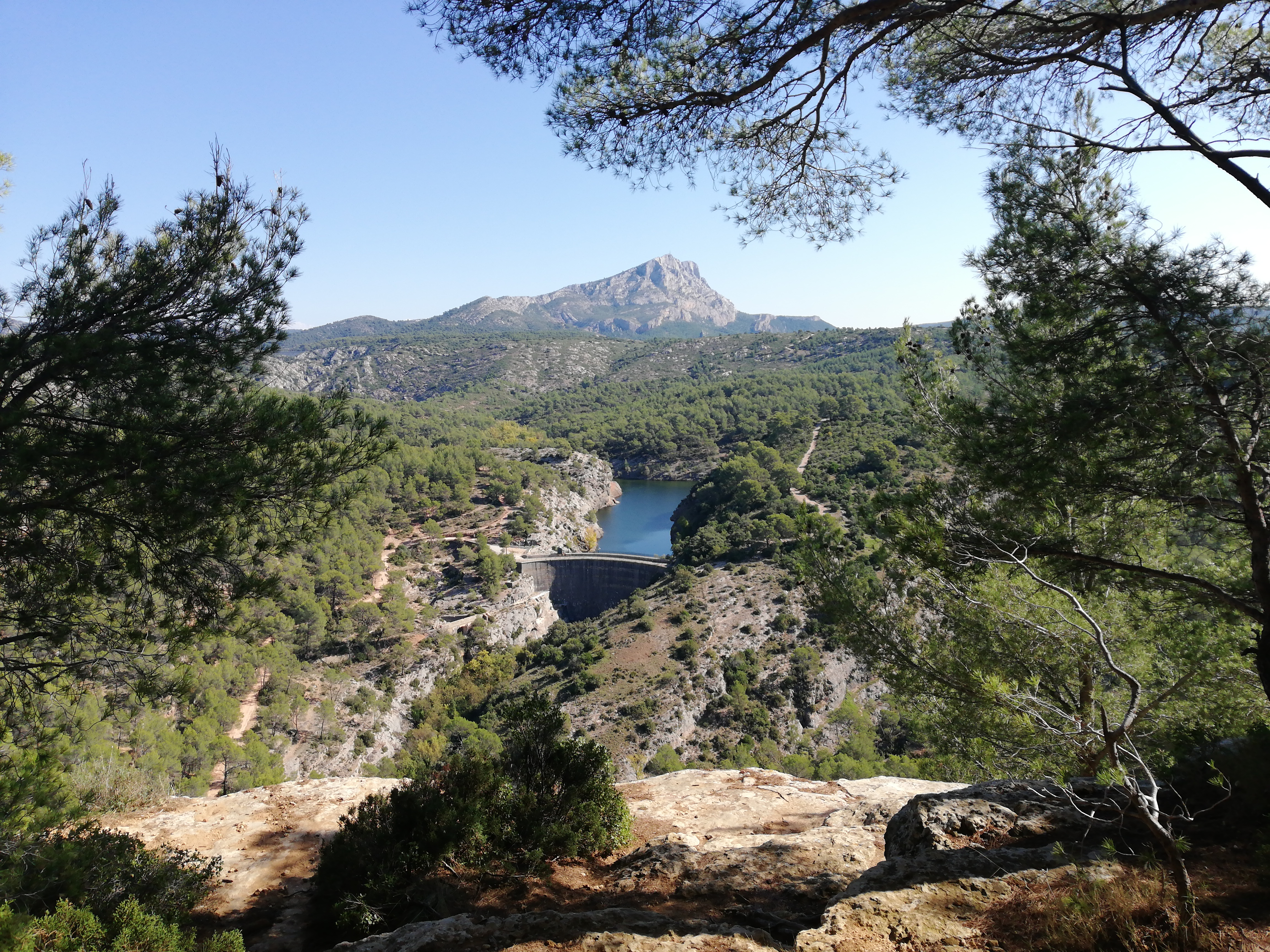
Zola-stuwdam in het departement Bouches-du-Rhône, Frankrijk

Francesco Antonio Giuseppe Maria Zola, of voor de Fransen François Zola en de Oostenrijkers Franz Zola (Venetië, 7 augustus 1795 – Marseille, 27 maart 1847) was een Italiaans ingenieur en militair. Hij was de vader van Émile Zola, een Frans schrijver.

## Levensloop
De familie Zola leefde in de 18e eeuw in Zadar of in het Italiaans Zara. Zadar lag in Dalmatië dat zelf behoorde tot de republiek Venetië. Francesco’s vader en andere mannelijke leden van de familie waren militair in het Venetiaanse leger.
Francesco’s familie leefde in Venetië zelf. Francesco Zola trok naar het leger, weliswaar het Franse leger in het koninkrijk Italië onder Napoleontisch bestuur. In Pavia volgde hij de militaire school van 1810 tot 1812. Hij ging in dienst bij de artillerietroepen van Eugène de Beauharnais, onderkoning van Italië. Zo vocht hij voor de Fransen in 1813. 
Na de val van Napoleon viel Lombardije-Venetië als koninkrijk in handen van het Keizerrijk Oostenrijk (1815). Francesco Zola interesseerde zich in burgerlijke bouwkunde. Hij behaalde de graad van ingenieur aan de universiteit van Padua in 1818, alsook het doctoraat in de wiskunde. Onder het Oostenrijks bestuur publiceerde hij enkele werken, waaronder Trattato di nivellazione; met dit werk kreeg hij een erezitje in de Academie van Padua. In 1821 verhuisde hij naar Opper-Oostenrijk om de spoorlijn Linz-Gmunden uit te werken. Dit zou de tweede spoorlijn in Opper-Oostenrijk worden. Omdat de spoorlijn op de tekentafel bleef liggen omwille van financiële perikelen trok hij weg. 
Zola verbleef kort in het Verenigd Koninkrijk der Nederlanden, waarover Paul Alexis later schreef dat hij het er te mistig vond.
Na een omweg via Londen bereikte Zola in 1830 Marseille. Hij werd aangenomen in het Frans Vreemdelingenlegioen. Het gevolg was dat hij vocht in de Franse verovering van Algerije. 
Terug in Marseille opende hij er een ingenieursbureau. Daar onderzocht hij hoe de haven kon uitgebreid worden zonder dat de schepen last zouden hebben van de Mistral. Het werd een dik dossier van studiewerk. Doch een ander ingenieursbureau haalde de opdracht binnen. Later heeft zijn zoon Émile dit dossier over de haven van Marseille steeds bijgehouden.
Zola verplaatste zijn activiteiten naar Parijs (1838). Hier huwde hij met Émilie Aubert (1839). In 1840 werd Émile geboren in Parijs. 
De familie Zola verhuisde vervolgens naar Aix-en-Provence (1843). De reden was dat hij een firma gesticht had: de Société du Canal Zola. Het was een gigantisch plan om een kanaal te bouwen met stuwdam om alzo Aix-en-Provence te voorzien van drinkwater; dit moest vermijden dat Aix-en-Provence opnieuw geteisterd zou worden door cholera. De stuwdam en het kanaal geraakten maar gedeeltelijk klaar  wegens het plotse overlijden van Zola in 1847. Het was een longontsteking die hem velde. Dit overlijden leidde tot een financiële ramp binnen de Société du Canal Zola. Zijn weduwe Émilie en zoon Émile geraakten verzeild in de armoede.